# الجعد بن دينار
الجعد أبو عثمان اسمه الجعد بن دينار، ويقال ابن عثمان اليشكري، الصيرفي البصري، تابعي مُحدّث ثقة من طبقة ابن شهاب الزهري، يُلقب بصاحب الحلي. روى له البخاري ومسلم وأبو داود والنسائي والترمذي.

## روايته للحديث
- روى عن: أنس بن مالك، والحسن البصري، وسليمان بن قيس اليشكري، وأبي رجاء العطاردي.
- روى عنه: إبراهيم بن طهمان، وإسماعيل بن علية، وجعفر بن سليمان الضبعي، وحماد بن زيد، وحماد بن سلمة، وسعيد بن زيد، وشعبة بن الحجاج، عبد الوارث بن سعيد، وعقبة بن عبد الله الرفاعي، ومعمر بن راشد، وأبو عوانة الوضاح بن عبد الله اليشكري، ووهيب بن خالد، ويونس بن عبيد.
- منزلته عند أهل الحديث: قال يحيى بن معين: ثقة. وقال النسائي: لا بأس به. روى له الجماعة، سوى ابن ماجة.[1][2]

## وصلات خارجية
- تحفة الأشراف معرفة الأطراف، للمزي، الجعد بن عثمان وقيل ابن دينار أبو عثمان البصريُّ.